# Johan Nicolai Madvig

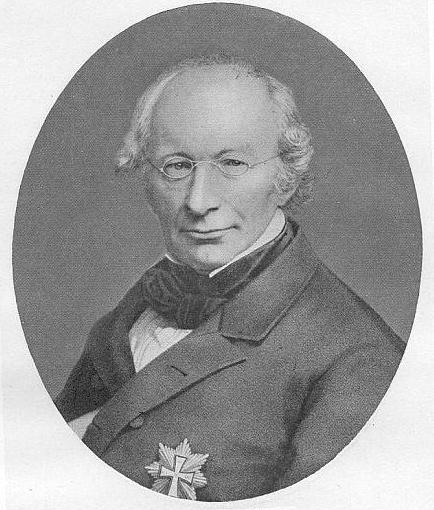
Johan Nicolai Madvig

Johan Nicolai Madvig (Svaneke, 7 augustus 1804 - Kopenhagen, 12 december 1886) is een Deens latinist en politicus. Zijn bekendste werk is zijn latijnse grammatica.

## Leven
Madvig is in 1826 in Kopenhagen afgestudeerd, en promoveerde daar in 1828 met een proefschrift over Asconius. Vanaf dat moment is hij in verschillende functies verbonden geweest aan de universiteit. Een van zijn studenten aldaar was de filosoof Søren Kierkegaard. Ook in de perioden dat Madvig inspecteur van het onderwijs was, of minister van onderwijs (1849-1851) of voorzitter van het parlement (1856 - 1863), bleef hij verbonden aan de universiteit. Als politicus was hij er voorstander van dat de rivier de Eider de grens van Denemarken zou worden.
Van grote invloed was zijn uitgave van Cicero's De Finibus uit 1839, vanwege de tekstkritische arbeid en de opheldering van de onderlinge relaties tussen de bestaande handschriften van dit werk.
Algemener gesproken is Madvigs betekenis geweest dat hij eraan meegewerkt heeft de studie van de oudheid wetenschappelijker te maken, daar waar voorheen 'de oudheid' gezien werd als een deel van iemands culturele bagage, en/of object van kritiekloze bewondering.

## Publicaties
- 1828: De Q. Asconii Pediani et aliorum veterum interpretum in Ciceronis orationes commentariis disputatio critica (Verhandeling over de commentaren op Cicero's redevoeringen van Asconius en anderen). Proefschrift.
- 1835: M. Tullii Ciceronis Cato maior et Laelius. Uitgave met inleiding van Cicero's Cato major de senectute en zijn Laelius de amicitia.
- 1839: M. Tulli Ciceronis De finibus bonorum et malorum libri quinque. Uitgave van Cicero's werk De Finibus.
- 1834-1842: Opuscula academica. Bundel filologische artikelen.
- 1844: Latinsk Sproglaere til Skolebrug, later door Madvig in het Duits gepubliceerd onder de titel Lateinische Sprachlehre für Schulen. Nederlandse vertaling van Johan Cornelis Gerard Boot: Latijnsche Spraakleer voor scholen, Amsterdam, 1845. (Al wordt dit werk gepresenteerd als een schoolboek, het betreft hier een buitengewoon diepgravende en gedetailleerde grammatica.)
- 1846: Græsk Ordføiningslaere. (Syntaxis van het Grieks, met name van het Attisch).
- 1860: Emendationes Livianae. Tekstkritische beschouwingen over Livius' Ab Urbe Condita.
- Adversaria critica ad scriptores graecos et latinos (1871-84, 3 vol.). Verhandelingen over voorgstelde tekstwijzigingen bij diverse klassieke schrijvers.
- 1875: Kleine philologische Schriften. Bundel taalkundige artikelen, Herduk Olms, 1966.
- 1881: Die Verfassung und Verwaltung des Römischen Staates. Over de Romeinse staatkunde.

## Voetnoten
1. ↑  Op het eiland Bornholm, vanwaar zijn bijnaam Het genie van Bornholm.
2. ↑  Zie Jon Stewart (ed.): Kierkegaard and His Danish Contemporaries; Tome III: Literature, Drama and Aesthetics, blz 225 e.v..
3. ↑  It was his edition of the De Finibus that was to bring out his genius in its full light before the eyes of the learned world (Henry Nettleship: Lectures and Essays, blz. 7-8.)